# Somoskőújfalu
Somoskőújfalu é um município da Hungria, situado no condado de Nógrád. Tem 5,19 km² de área e sua população em 2015 foi estimada em 2.227 habitantes.